# Innenstadt I (Francfort-sur-le-Main)

L'arrondissement (en rouge) au sein de la ville de Francfort-sur-le-Main

Les subdivisions de l'arrondissement

Pour les articles homonymes, voir Innenstadt II (Francfort-sur-le-Main), Innenstadt III (Francfort-sur-le-Main) et Innenstadt IV (Francfort-sur-le-Main).
Innenstadt I ou, en forme longue, Frankfurt-Innenstadt I est un arrondissement de Francfort-sur-le-Main.